# Herschede
Herschede ist ein Ortsteil der Stadt Schmallenberg in Nordrhein-Westfalen.
Der Weiler liegt rund 8 km nordwestlich von Schmallenberg. Angrenzende Orte sind Bracht, Silberg und Oberlandenbeck.
1782 kam die Familie Blöink von Landenbeck nach dem Hause Herschede. Bis zur kommunalen Neugliederung in Nordrhein-Westfalen gehörte Herschede zur Gemeinde Berghausen. Seit dem 1. Januar 1975 ist der Weiler ein Ortsteil der Stadt Schmallenberg.